# Lorenzo Saccomani
Lorenzo Saccomani, né le 9 juin 1938 à Milan et mort le 3 mai 2023 dans la même ville, est un chanteur lyrique italien, baryton.

## Biographie
Au cours de sa carrière, Lorenzo Saccomani se produit à la Scala plus de 120 fois.